# Prokop Voskovec mladší
Prokop Voskovec (21. ledna 1942 Praha – 9. února 2011 Paříž) byl český divadelník, básník surrealistické orientace, esejista a překladatel z francouzštiny. V roce 1977 podepsal Chartu 77, načež od roku 1979 až do své smrti žil ve Francii.

## Život
Narodil se do rodiny překladatele Prokopa Voskovce (1893–1977) a Marie rozené Kubešové (1908–1978) jako mladší syn. V manželství před ním se narodil chlapec Tomáš (1940–2000). Vedle uznávaného otce se určujícím momentem jeho života stal strýc, známý herec a spolutvůrce Osvobozeného divadla Jiří Voskovec (1905–1981).
Po maturitě na jedenáctiletce v roce 1959 prošel několika profesemi manuálního charakteru. V průběhu let 1963 až 1966 pracoval jako vychovatel v pražském učňovském středisku v Holečkově ulici na Smíchově. Zajímal se o vše, co souviselo s divadlem, což souviselo s osobností Jiřího Voskovce, který byl jeho životním vzorem. Začátkem 60. let připravoval spolu se Zdenou Holubovou (později Tominovou) v holešovickém divadélku Radar hru Alfreda Jarryho Otec Ubu, k premiéře však nedošlo.
Studoval dějiny a teorii divadla na Filozofické fakultě (1966–1969). Od počátku šedesátých let minulého století spolupracoval se surrealistickým okruhem UDS a s básníky Petrem Králem a Vratislavem Effenbergerem. Po návratu z osmiměsíčního studijního stipendijního pobytu v Lyonu, studium přerušil, ale již jej nikdy nedokončil. V průběhu roku 1971 se dlouhodobě léčil na následky související s frakturou páteře. Po celý další život se vyrovnával s touto zdravotní překážkou.
Jako druhý dramaturg pracoval na přelomu let 1972–1973 v pražském divadle Reduta, odkud byl nucen odejít. Naposledy byl zaměstnán jako správce depozitáře Národní galerie ve Zbraslavi.
Již v roce 1977 spolupodepsal Chartu 77 a účinkoval v proslulém uvedení hry Václava Havla v Horních Počernicích. V květnu 1979 byl zbaven československého státního občanství a vystěhoval se do Paříže, kde se zapojil do činnosti časopisu Svědectví, který byl založen a veden Pavlem Tigridem. Pracoval mnoho let v Paříži jako motorizovaný redakční posel.
Kolem roku 1961 napsal hru Počítání básníků, kterou později vydal ineditně. Jako autor debutoval v časopise Orientace v roce 1967. Svým prozaickým příspěvkem Začátek románu se v roce 1969 představil ve sborníku Surrealistické východisko 1938–1968. Tamtéž publikoval i svou studii Divadlo a obraznost. Spolu s Petrem Králem je autorem publikace Zaprášené jeviště /2010/. V posledních letech života sám sebe označoval jako nepíšícího básníka.
Prokop Voskovec se roku 1981 oženil s Vlastou Šabackou (* 1950), s níž o něco dříve přivedl na svět syna Jonathana (* 1980).